# 292

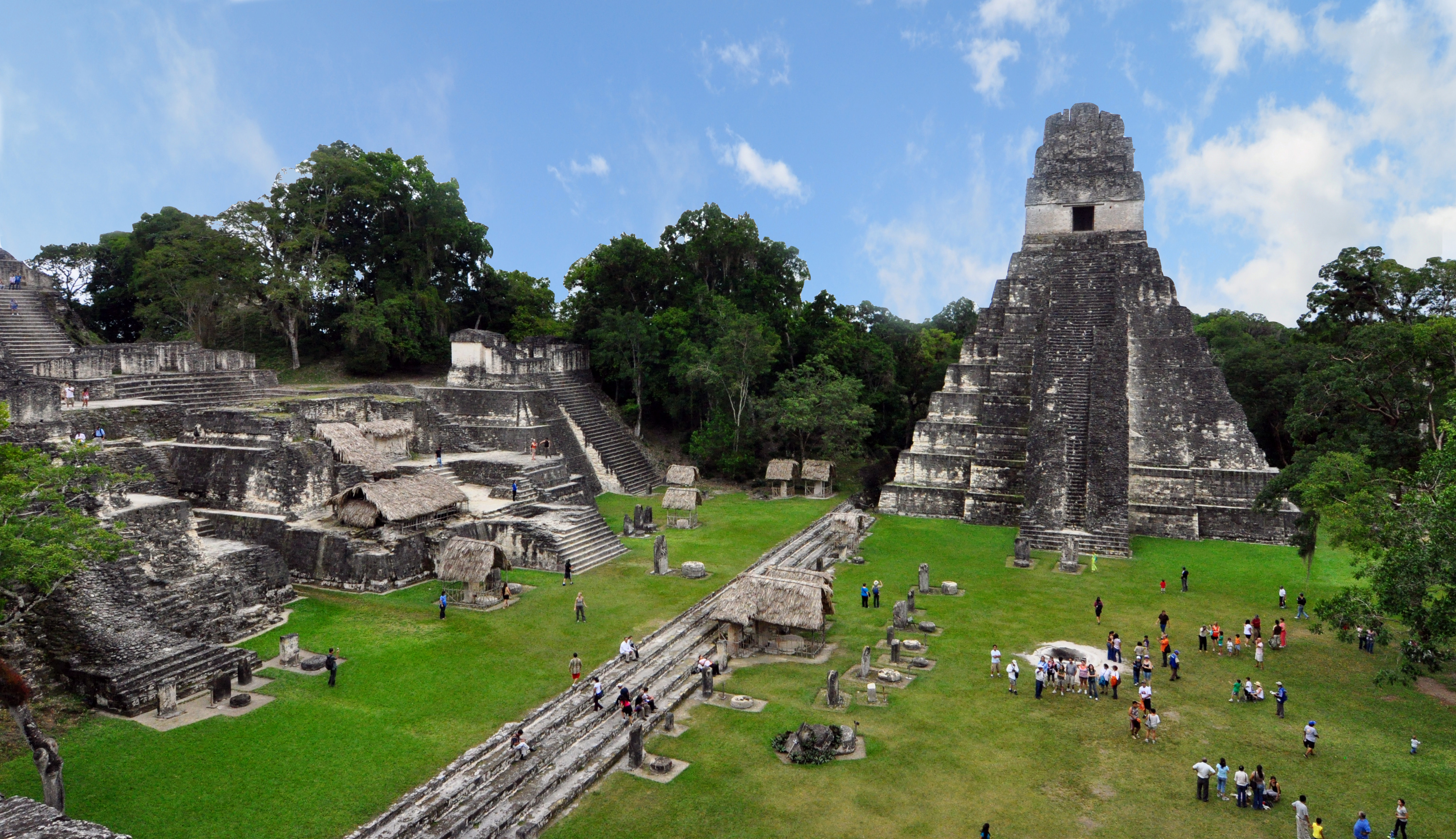
Tikal, een van de grootste steden van de Maya's tijdens de Klassieke Periode

Het jaar 292 is het 92e jaar in de 3e eeuw volgens de christelijke jaartelling.

## Gebeurtenissen

### Midden-Amerika
- In Meso-Amerika wordt in de regenwouden het oudst-teruggevonden monument gemaakt, hierop staan Maya-inscripties die lijken op hiërogliefen. Begin van de Klassieke Periode (300-900) en het hoogtepunt van de Maya-beschaving.

## Geboren
- Pachomius, stichter van een kloosterorde in Egypte (overleden 348)